# Lotus 98T
Der Lotus 98T war ein Formel-1-Rennwagen des britischen Rennstalls Lotus, der in der Formel-1-Saison 1986 eingesetzt wurde.

## Technische Daten
Der Rennwagen war im Wesentlichen eine Weiterentwicklung des Vorjahreswagens von Gérard Ducarouge, dem Lotus-Chefkonstrukteur.
Besonderheit des Lotus 98T war zum einen sein hydraulisch verstellbares Chassis und zum anderen eine computerbasierte Verbrauchssteuerung für den Treibstoff. Erstere Entwicklung sorgte im Verlauf der Saison immer wieder für Manipulationsvorwürfe seitens der Konkurrenz, die eine Unterschreitung des Mindestabstands zur Fahrbahnoberfläche im Rennbetrieb vermutete; ein offizieller Protest wurde aber nie eingelegt.
Angetrieben wurde der Lotus 98T von einem 140 kg schweren V6-Motor von Renault mit 90° Zylinderbankwinkel und der Typenbezeichnung EF15B, der sowohl mit konventionellen als auch mit pneumatischen Ventilfedern zum Einsatz kam. Der längs eingebaute Turbo-Mittelmotor hatte 1500 cm³ Hubraum und leistete bei 5,5 bar Ladedruck bis zu 955 kW (rund 1300 PS) bei 12.500/min. Die Motorelektronik wurde ursprünglich von Magneti Marelli bezogen, nach Problemen aber im Jahresverlauf durch eine von Bosch ersetzt. Die Kraftübertragung übernahm ein wahlweise mit fünf oder sechs Gängen bestücktes, manuell zu schaltendes Getriebe von Hewland. Alle Räder waren einzeln an Doppelquerlenkern aufgehängt. Der Tank fasste 195 Liter.

## Sponsor
Hauptsponsoren waren die zum Tobacco-Konzern gehörende Zigarettenmarke John Player, weshalb das Fahrzeug in schwarz mit goldenen Applikationen gehalten war, sowie der Haushaltsgerätehersteller De’Longhi.

## Saisonverlauf

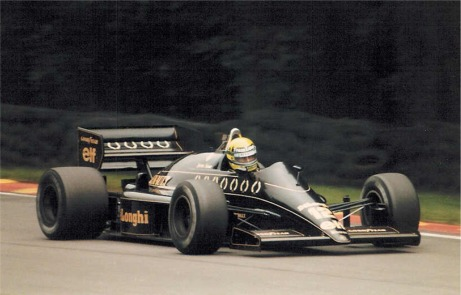
Ayrton Senna im Lotus 98T, 1986

Der Lotus 98T wurde von Ayrton Senna und Johnny Dumfries gefahren, gewann zwei von 16 Saisonrennen und holte acht Pole-Positions. Das Team belegte in der Herstellerweltmeisterschaft (Constructor's Championship) den dritten Platz. Senna kam insbesondere in der ersten Saisonhälfte regelmäßig ins Ziel, wurde dabei aber zumeist auf der Strecke geschlagen. Beim Rennen in Le Castellet schied er an zweiter Position liegend aus, als er auf die aus dem Ausfall von Andrea de Cesaris’ Minardi resultierenden Ölspur geriet. Kurz vor Saisonende blieb Senna beim Rennen in Estoril mit Benzinmangel liegen und büßte ebenfalls einen zweiten Platz ein, wurde aber noch als Vierter gewertet. Für den oftmals als Paydriver angesehenen Johnny Dumfries verlief seine erste und einzige F1-Saison hingegen weniger erfolgreich. Er war insgesamt langsamer als Senna, erzielte nur zwei Zielankünfte in den Punkterängen und wurde häufiger von technischen Defekten heimgesucht. In Monaco verpasste er die Qualifikation deutlich, wohingegen sich Senna für Startplatz 3 qualifizieren konnte, und zwei Rennen darauf in Montreal schied er nach einer Kollision mit dem ihn überrundenden Stefan Johansson aus. In Le Castellet war Dumfries in einen Unfall verwickelt, als ihm Huub Rothengatter ins Heck fuhr; er konnte das Rennen aber fortsetzen, nur um später mit einem Motorschaden auszuscheiden.
Trotz der insgesamt recht guten Bilanz war Lotus zum Jahresende gezwungen, sich einen neuen Motorenlieferanten zu suchen. Renault beendete ein Jahr nach dem Rückzug seines Werksteams auch die Belieferung von Kundenteams. Lotus fand dafür mit Honda einen neuen Partner für die Formel-1-Saison 1987, mit dem man erhoffte, wieder ernsthaft um die Weltmeisterschaft mitfahren zu können.
| Fahrer               | Nr.                  | 1 | 2   | 3   | 4   | 5   | 6   | 7 | 8   | 9   | 10  | 11 | 12  | 13  | 14 | 15  | 16  | Punkte | Rang |
| -------------------- | -------------------- | - | --- | --- | --- | --- | --- | - | --- | --- | --- | -- | --- | --- | -- | --- | --- | ------ | ---- |
| Formel-1-Saison 1986 | Formel-1-Saison 1986 |   |     |     |     |     |     |   |     |     |     |    |     |     |    |     |     | 58     | 3.   |
| J. Dumfries          | 11                   | 9 | DNF | DNF | DNQ | DNF | DNF | 7 | DNF | 7   | DNF | 5  | DNF | DNF | 9  | DNF | 6   | 58     | 3.   |
| A. Senna             | 12                   | 2 | 1   | DNF | 3   | 2   | 5   | 1 | DNF | DNF | 2   | 2  | DNF | DNF | 4* | 3   | DNF | 58     | 3.   |

| Legende  | Legende            | Legende                                                          |
| Farbe    | Abkürzung          | Bedeutung                                                        |
| -------- | ------------------ | ---------------------------------------------------------------- |
| Gold     | –                  | Sieg                                                             |
| Silber   | –                  | 2. Platz                                                         |
| Bronze   | –                  | 3. Platz                                                         |
| Grün     | –                  | Platzierung in den Punkten                                       |
| Blau     | –                  | Klassifiziert außerhalb der Punkteränge                          |
| Violett  | DNF                | Rennen nicht beendet (did not finish)                            |
| Violett  | NC                 | nicht klassifiziert (not classified)                             |
| Rot      | DNQ                | nicht qualifiziert (did not qualify)                             |
| Rot      | DNPQ               | in Vorqualifikation gescheitert (did not pre-qualify)            |
| Schwarz  | DSQ                | disqualifiziert (disqualified)                                   |
| Weiß     | DNS                | nicht am Start (did not start)                                   |
| Weiß     | WD                 | zurückgezogen (withdrawn)                                        |
| Hellblau | PO                 | nur am Training teilgenommen (practiced only)                    |
| Hellblau | TD                 | Freitags-Testfahrer (test driver)                                |
| ohne     | DNP                | nicht am Training teilgenommen (did not practice)                |
| ohne     | INJ                | verletzt oder krank (injured)                                    |
| ohne     | EX                 | ausgeschlossen (excluded)                                        |
| ohne     | DNA                | nicht erschienen (did not arrive)                                |
| ohne     | C                  | Rennen abgesagt (cancelled)                                      |
| ohne     | keine WM-Teilnahme |                                                                  |
| sonstige | P/fett             | Pole-Position                                                    |
| sonstige | 1/2/3/4/5/6/7/8    | Punktplatzierung im Sprint-/Qualifikationsrennen                 |
| sonstige | SR/kursiv          | Schnellste Rennrunde                                             |
| sonstige | *                  | nicht im Ziel, aufgrund der zurückgelegten Distanz aber gewertet |
| sonstige | ()                 | Streichresultate                                                 |
| sonstige | unterstrichen      | Führender in der Gesamtwertung                                   |